# Alejandro Orfila
Alejandro José Luis Orfila (né le 9 mars 1925 et décédé le 9 juin 2021) était un diplomate argentin. Il devint plus tard un éminent vigneron à San Diego, dans l'état de Californie. 